# Lepus mandshuricus
Lepus mandshuricus este o specie de mamifere din familia iepurilor, Leporidae, găsită în China și Rusia și posibil și în Coreea de Nord. Trăiește în păduri, iar Uniunea Internațională pentru Conservarea Naturii a clasificat-o ca fiind o specie neamenințată cu dispariția.

## Taxonomie
Specia Lepus mandshuricus a fost descrisă în 1861 de către Gustav Radde. Nu are subspecii recunoscute, dar are 2 sinonime: Lepus melainus și Lepus melanonotus. L. melainus a fost considerată de unii zoologi drept specie diferită, dar este considerată sinonim al speciei L. mandshuricus pentru că reprezintă o formă de melanism a acesteia.

## Descriere
Un specimen adult de Lepus mandshuricus are greutatea în jur de 2 kg și o lungime a corpului de 40–48 cm, la care se adaugă coada de 4,5–7,5 cm. Urechile au în general 7,5–10,4 cm în lungime. Comparativ cu specia Lepus coreanus, picioarele sale din spate sunt relativ scurte iar urechile relativ mici. Există un poliformism⁠(d) de melanism.

## Răspândire și habitat
Lepus mandshuricus se găsește în China și Rusia. Arealul său se extinde de la regiunea râului Ussuri din Rusia prin provinciile chineze Heilongjiang, Jilin, Liaoning și Mongolia Interioară și este posibil să se extindă până în Coreea de Nord, unde ar fi posibil ca arealul său să se suprapună cu cel al speciei Lepus coreanus. Lepus mandshuricus este simpatrică cu iepurele tolai (Lepus tolai) și iepurele alb (Lepus timidus). Este găsită în păduri și are o preferință pentru pădurile mixte în defavoarea celor de conifere. Tinde să evite zonele deschise și se ține departe de așezările umane. Cea mai mică altitudine la care se găsește este 300 m, iar cea mai mare este 900 m.

## Stare de conservare
Lepus mandshuricus are un areal larg și este prezentă în câteva arii protejate. Degradarea habitatului său alcătuit din păduri duce la înlocuirea sa cu specia iepurele tolai. Nu se știe dacă populația este în creștere sau în scădere și nici mărimea populației, iar Uniunea Internațională pentru Conservarea Naturii a clasificat-o ca fiind o specie neamenințată cu dispariția.